# Пятницкий, Игорь Владимирович
Игорь Владимирович Пятницкий (25 ноября 1910 — 13 июля 2000) — профессор, доктор химических наук, заведующий (1960—1985) кафедрой аналитической химии химического факультета Киевского государственного университета им. Т. Г. Шевченко, лауреат Государственной премии Украины в области науки и техники и премии имени Л. В. Писаржевского АН Украины.
Известный химик — аналитик, ученик А. К. Бабко (основателя современной школы химиков — аналитиков Украины).

## Биография
Родился 25 ноября 1910 года.
В 1937 году окончил Киевский государственный университет им. Т. Г. Шевченко и начал работать на кафедре аналитической химии университета: был аспирантом, потом — ассистентом. В 1940 году защитил кандидатскую диссертацию, в 1959 году — докторскую диссертацию «Исследование комплексов металлов с оксикислотами в растворах» (Киев, 1958). В 1958—1960 годах был деканом химического факультета. Под его руководством были защищены 33 кандидатские диссертации.
Основные исследования в области органических аналитических реагентов: изучение комплексообразования металлов с оксикислотами в водных растворах и их экстракция, экстракция аминных комплексов металлов монокарбоновых кислот, соэкстракция в системах металл-монокарбоновых кислот, экстракция комплексов металлов с кислотными красителями хлороформный растворами монокарбоновых кислот, экстракция металлов в виде разнолигандных комплексов с краун-эфирами и анионами красителей, комплексообразование в неорганическом полярографическому анализе. Большой вклад его в разработку методов разделения и определения элементов.
Автор 15 учебников и пособий, которые были и остаются основными учебниками химиков аналитиков.
Умер в Киеве 13 июля 2000 года.